# 夏令營
夏令營（英語：Summer camp）是一個在夏季暑假時舉辦，為兒童或青少年提供兼具教育性及娛樂性的團體生活訓練活動。參加者可從活動中寓學習於娛樂，具有一定的教育意義。
不同種類的夏令營提供不同種類活動，例如有些提供戶外拓展訓練，以訓練體能和團隊精神；有些則提供語言、藝術、音樂等的訓練。
大多數的夏令營是由教育機關所贊助，然而現今越來越多私人單位去舉辦營隊活動。
過去營隊只有開放給來自特定學校或特定地區的學生；近幾年營隊活動已經開放給來自不同成長背景及各地區的小孩們參與。